# Matthias Mantei
Matthias Mantei (* 29. Dezember 1973 in Neubrandenburg) ist ein deutscher Politiker (CDU).
Nachdem er von 1990 bis 1993 eine Ausbildung am Finanzamt Neubrandenburg gemacht hatte, wurde Mantei dort 1993 Beamter. 1999 wechselte er an das Finanzamt Rostock. Mantei ist Reserveoffizier und Mitglied im Reservistenverband Mecklenburg-Vorpommern.
Im Mai 1994 trat Mantei der CDU bei. Seit September 2005 ist er Mitglied der Mittelstandsvereinigung. Er ist Mitglied im Finanzausschuss der Gemeinde Heringsdorf. Im September 2010 rückte er für Ilka Lochner-Borst in den Landtag Mecklenburg-Vorpommern nach, wo er sozialpolitischer Sprecher der CDU-Fraktion war. Zur Landtagswahl 2011 trat er nicht mehr an. Bei den Kommunalwahlen in Mecklenburg-Vorpommern 2014 wurde er in die Gemeindevertretung des Ostseebades Heringsdorf gewählt.